# RNIE3 (Benin)

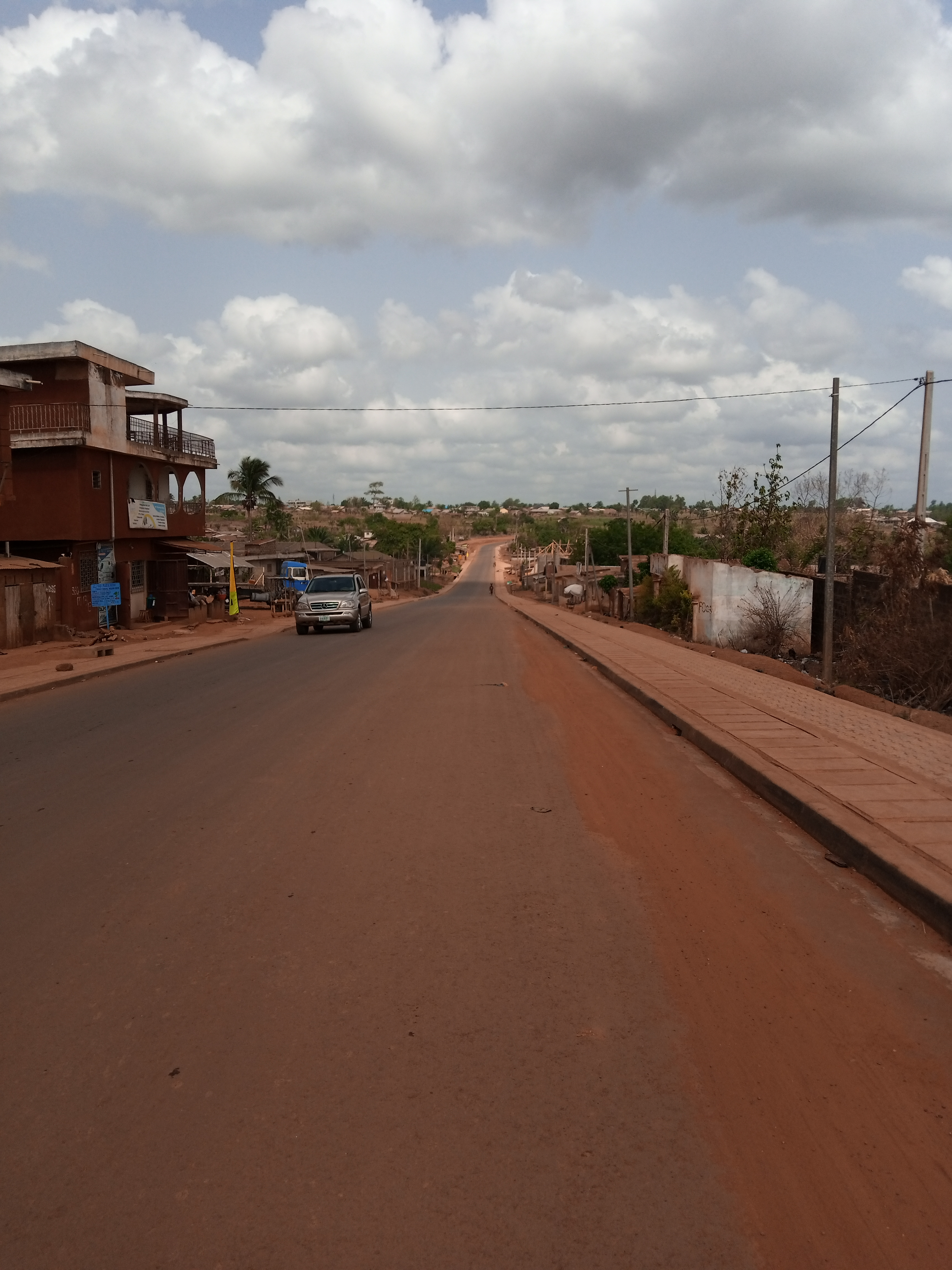
RNIE 3 zwischen Pobè und Ognibolo

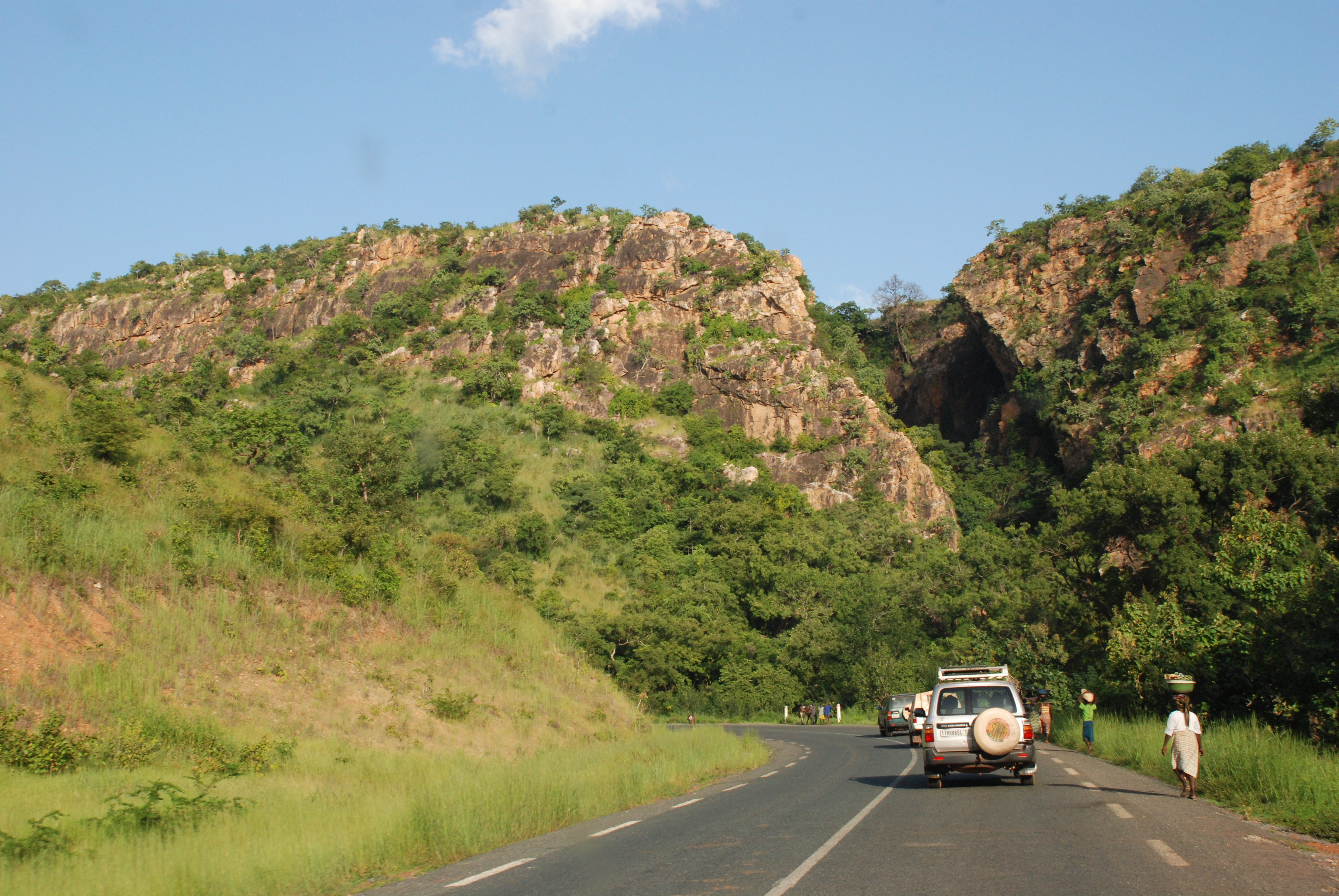
RNIE 3 südlich von Tangieta, 50 km nördlich von Natitingou

Die RNIE3 ist eine Fernstraße in Benin, die in Dassa-Zoumé nördlich von Cotonou beginnt und bei der Grenze zu Burkina Faso endet. Sie ist insgesamt 456 Kilometer lang und ist somit, nach der RNIE2, die zweitlängste Fernstraße in Benin.
Die Fernstraße zweigt in Dassa-Zoumé von der RNIE2 ab und verläuft über Collines, Donga und Atakora an die Grenze zu Burkina Faso. Dort läuft sie als N18 weiter. 